# Morinosaurus typus
Morinosaurus typus es la única especie conocida del género extinto  Morinosaurus  (“lagarto de Morini”) de dinosaurio saurópodo, que vivió a finales del período Jurásico, hace aproximadamente 152 millones de años, en el Kimmeridgiense, en lo que hoy es Europa. Conocido por solo un diente que media 50 milímetros hasta la corona, y tenía una sección de 16 por 12 mm. Este diente perteneció a un saurópodo, de gran tamaño, cuadrúpedo y herbívoro.
Proveniente de una formación sin nombre en Boulogne-sur-Mer, en el departamento Pas-de-Calais, Francia. Solo se conoce un diente de este género y suele ser referido al Pelorosaurus, del Cretácico tardío, en Inglaterra.El nombre proviene de una tribu celta que habitara la zona en la época de la conquista romana de las Galias.
El paleontólogo francés que H. E. Sauvage basó este género en un solo diente desgastado, al parecer ahora perdido, al que comparó a los de Hypselosaurus. Extrañamente, a pesar de las ilustraciones del diente, y a las implicaciones de compararlo a un titanosáurido, los dientes de corona estrecha, aparecen como sinónimo de Pelorosaurus en dos revisiones. Pelorosaurus, siendo un braquiosáurido supuesto, se asume para haber tenido dientes de coronas amplias. El diente pudo haber pertenecido a un titanosáurido o a un diplodócido.
Anteriormente, sin embargo, no estaba en las listas, porque fue referido el posible de la especie de Pelorosaurus, P. manseli (="Ischyrosaurus"), que era también del Jurásico superior, la cuestión de que si "Ischyrosaurus" o cualquier otra especie jurásica se debe incluir en Pelorosaurus es otro tema. Los más recientes estudios lo colocan como dudoso evitando comentarios. Sauvage también sugirió que un húmero derecho parcial perteneció al género, se está esperando encontrar un material mejor para clarificar la situación.